# Buctzotz
Esta página se refiere a una localidad. Para el municipio homónimo véase Buctzotz (municipio).
Buctzotz (del idioma maya: Buc tzootz ‘vestido de pieles’) es una localidad ubicada en el municipio de Buctzotz del estado mexicano de Yucatán, su altitud promedio es de 7 m s. n. m. y se encuentra a 89 km de la ciudad de Mérida.
La zona circundante a la localidad es considerada como una región clave en el sector primario yucateco, pues en ella se encuentra cerca de las dos terceras partes de la producción ganadera de la entidad.

## Toponimia
El nombre del municipio, Buctzotz, en lengua maya, quiere decir "traje o vestido de verda, pelo o cabello" por derivarse de las voces búuko', vestido o traje y tso'ots, pelo, cerda o cabello.

## Historia
A pesar de que la fundación de la localidad se considera oficialmente en el año de 1900, los conquistadores españoles, en el siglo XVI describieron una población en la cual encontraron gente vestida con pieles de animales, pero no se tienen datos precisos al respecto.  
En 1913, se enfrentaron fuerzas revolucionarias comandadas por el general Juan Campos, quien estaba apostado en Dzilam González contra el ejército federal.

## Geografía

### Localización
Buctzotz se localiza en las coordenadas 21°12′06″N 88°47′34″O / 21.20167, -88.79278 (21.201667, -88.792778). De acuerdo con el censo de 2010, la población tiena una altitud promedio de 7 metros sobre el nivel del mar.

### Orografía
En general, la localidad posee una orografía plana, clasificada como llanura de barrera; sus suelos son generalmente rocosos o cementados. El tipo de suelo en toda la localidad es leptosol.

### Hidrografía
El municipio al que pertenece la localidad se encuentra ubicado en la región hidrológica Yucatán Norte. Sus recursos hidrológicos son proporcionados principalmente por corrientes subterráneas; las cuales son muy comunes en el estado.

### Clima
El clima es cálido subhúmedo, con temporada de lluvias en los meses de mayo a julio. La temperatura media anual es de 26.3 °C. La precipitación pluvial es de 469 mm. Los vientos dominantes son del  sureste hacia el noreste, pero en invierno durante los frentes fríos el viento proviene del norte.  La humedad relativa en marzo es del 66% y en diciembre del 89%.
| Parámetros climáticos promedio de Buctzotz | Parámetros climáticos promedio de Buctzotz | Parámetros climáticos promedio de Buctzotz | Parámetros climáticos promedio de Buctzotz | Parámetros climáticos promedio de Buctzotz | Parámetros climáticos promedio de Buctzotz | Parámetros climáticos promedio de Buctzotz | Parámetros climáticos promedio de Buctzotz | Parámetros climáticos promedio de Buctzotz | Parámetros climáticos promedio de Buctzotz | Parámetros climáticos promedio de Buctzotz | Parámetros climáticos promedio de Buctzotz | Parámetros climáticos promedio de Buctzotz | Parámetros climáticos promedio de Buctzotz |
| Mes                                        | Ene.                                       | Feb.                                       | Mar.                                       | Abr.                                       | May.                                       | Jun.                                       | Jul.                                       | Ago.                                       | Sep.                                       | Oct.                                       | Nov.                                       | Dic.                                       | Anual                                      |
| ------------------------------------------ | ------------------------------------------ | ------------------------------------------ | ------------------------------------------ | ------------------------------------------ | ------------------------------------------ | ------------------------------------------ | ------------------------------------------ | ------------------------------------------ | ------------------------------------------ | ------------------------------------------ | ------------------------------------------ | ------------------------------------------ | ------------------------------------------ |
| Temp. máx. abs. (°C)                       | 37                                         | 39                                         | 44                                         | 46                                         | 43                                         | 42                                         | 40                                         | 38.5                                       | 39                                         | 38                                         | 39                                         | 37                                         | 46                                         |
| Temp. máx. media (°C)                      | 29.8                                       | 30.9                                       | 33.4                                       | 35.7                                       | 36.3                                       | 34.9                                       | 34.3                                       | 34.3                                       | 33.8                                       | 32.1                                       | 31.2                                       | 30.5                                       | 33.1                                       |
| Temp. mín. media (°C)                      | 15.5                                       | 15.7                                       | 18.2                                       | 20.4                                       | 21.4                                       | 22                                         | 21.8                                       | 21.6                                       | 21.5                                       | 19.8                                       | 18.1                                       | 16                                         | 19.3                                       |
| Temp. mín. abs. (°C)                       | 3.5                                        | 6                                          | 0                                          | 0                                          | 12                                         | 18                                         | 18.5                                       | 19                                         | 18                                         | 12                                         | 9                                          | 5.5                                        | 0                                          |
| Precipitación total (mm)                   | 47.9                                       | 28.3                                       | 26.6                                       | 31.1                                       | 80.7                                       | 156.3                                      | 179.9                                      | 196.5                                      | 206.1                                      | 123.7                                      | 49.7                                       | 53.8                                       | 1180.6                                     |
| Fuente: Servicio Meteorológico Nacional    |                                            |                                            |                                            |                                            |                                            |                                            |                                            |                                            |                                            |                                            |                                            |                                            |                                            |

## Demografía
Según el censo de 2020 realizado por el INEGI, la población de la localidad era de 7973 habitantes.

## Servicios públicos

### Salud
Según los Servicios de Salud de Yucatán (SSA), Buctzotz se encuentra en la Jurisdicción Sanitaria n.º 2, además, en la localidad existe un centro de salud que abastece de servicios a toda la población.

## Medios de comunicación
Prensa escrita
En la localidad circula la edición diaria del Diario de Yucatán.
Telefonía
La ciudad cuenta con señal de Telcel en las modalidades GSM, TDMA y GPRS.

## Economía
De acuerdo al INEGI, las actividades preponderantes (54%) son la agricultura, ganadería, caza y pesca. Las actividades secundarias (14%) minería, petróleo, industria de la manufactura y construcción. Las actividades terciarias (32%) son comercio, turismo y servicios.

## Cultura
El templo de San Isidro labrador, es considerado de relevancia, pues fue construido durante el siglo XVI, su capilla está dedicada a la Inmaculada Concepción.
Debido a que la Inmaculada Concepción se considera patrona de la localidad, durante el mes de diciembre, se realiza una fiesta en su honor. Además se realiza una peregrinación a la patrona, durante el mes de agosto. El evento coincide con la fiesta de Santa Clara. 
En la localidad, existe un centro artesanal cuya especialidad es la manufactura de hamacas de cáñamo. La gastronomía es tìpicamente yucateca, se puede encontrar carne de puerco, pollo y venado, salsas picantes a base de chiles habanero, chaya con huevo, puchero de gallina, queso relleno, salbutes, panuchos, pipian de venado, papadzules, longaniza, cochinita pibil, joroches, mucbil pollos, pimes, y tamales. Así como xtabentún, balché, pozole con coco, atole de maíz nuevo y horchata.

## Galería

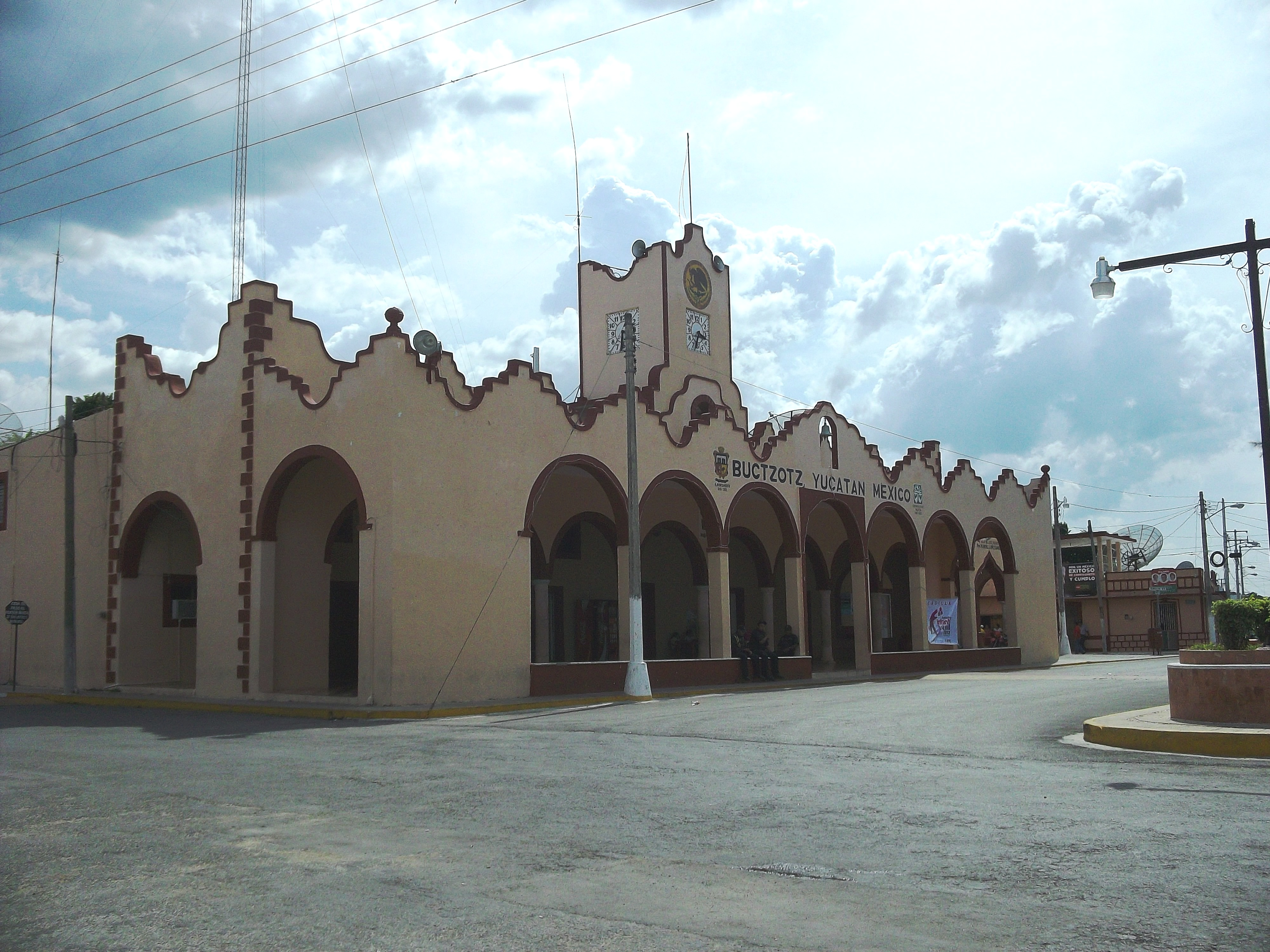
Palacio municipal de Buctzotz.
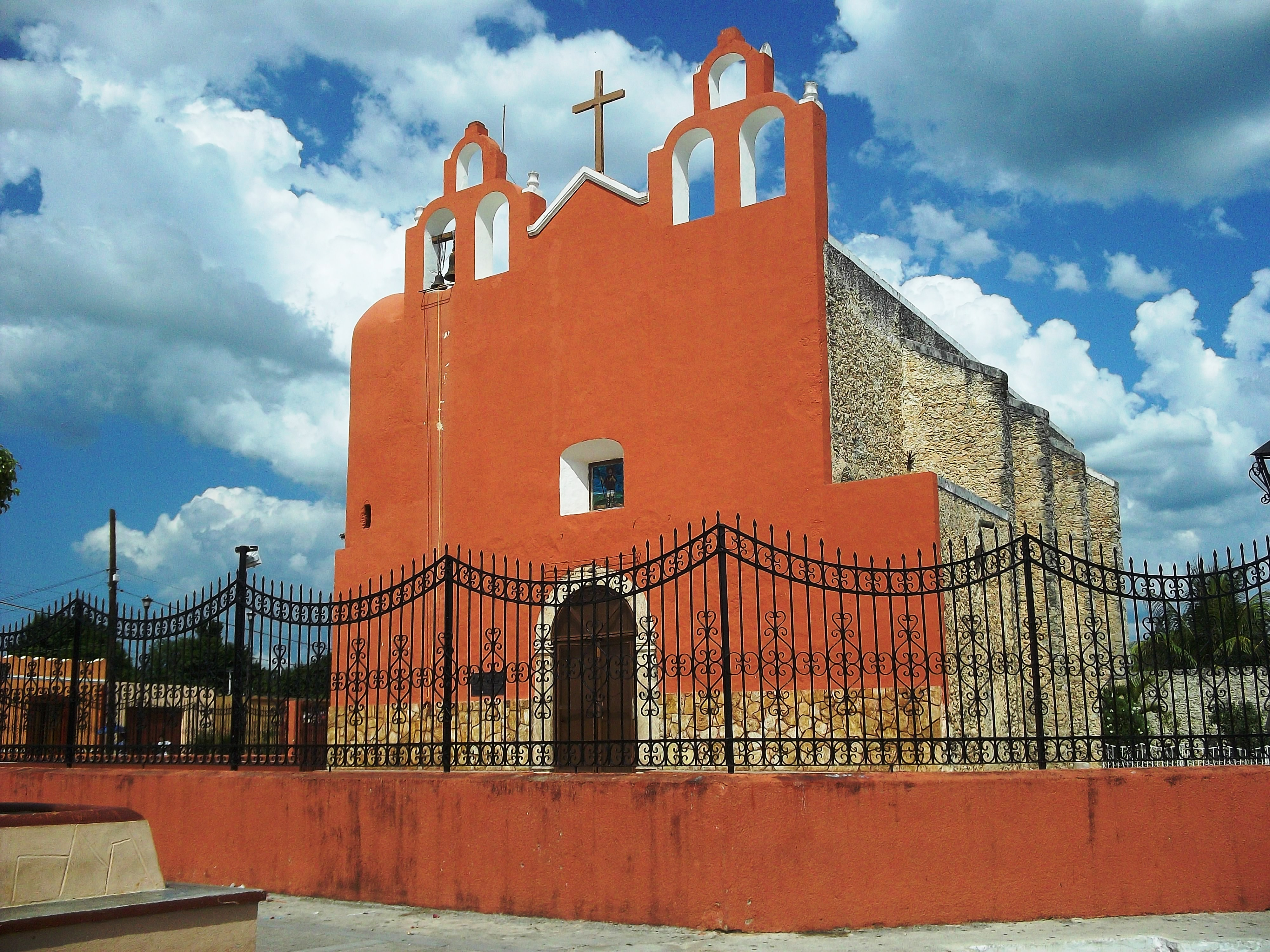
Iglesia principal de Buctzotz.
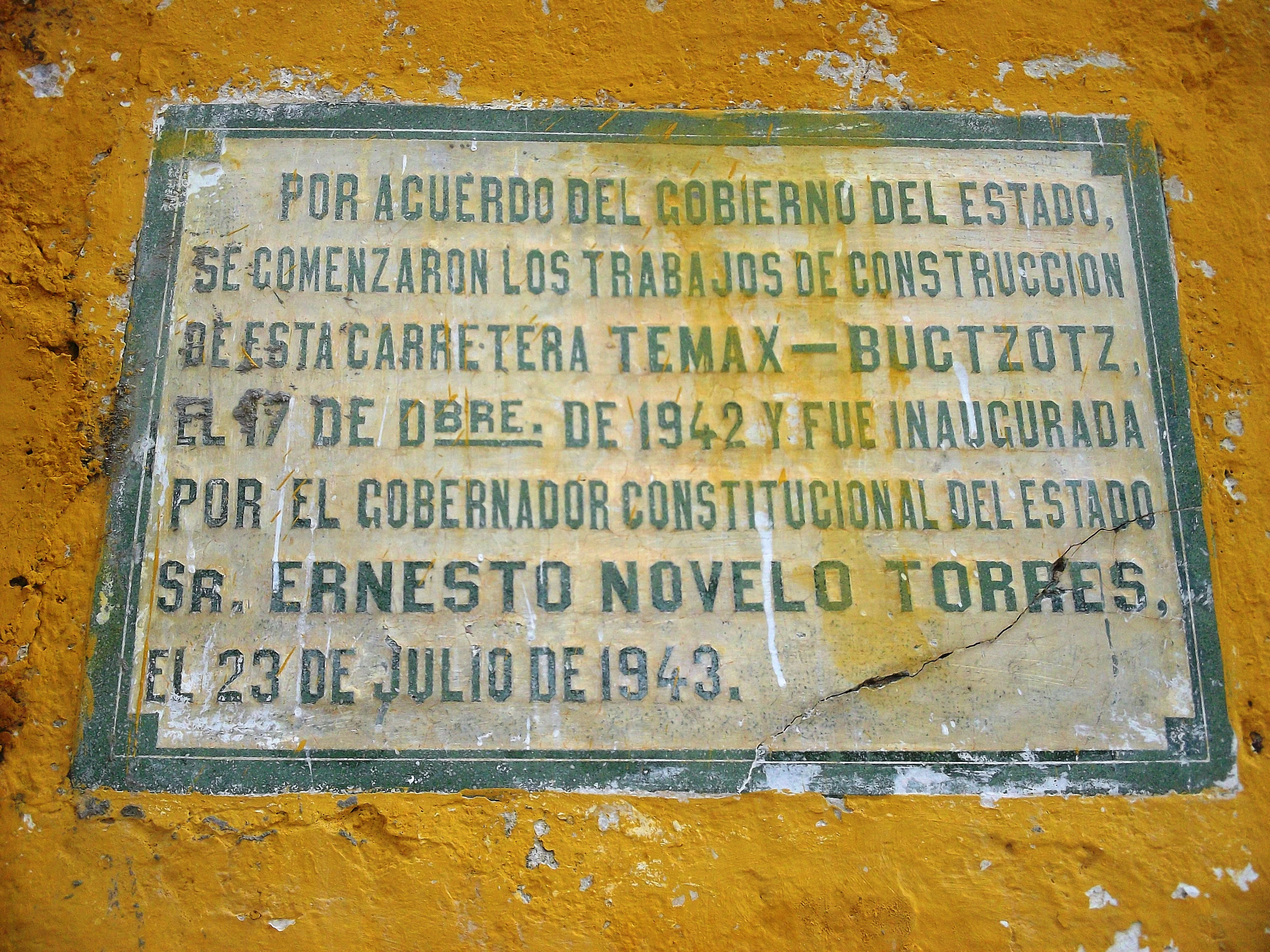
Carretera Buctzotz-Temax.
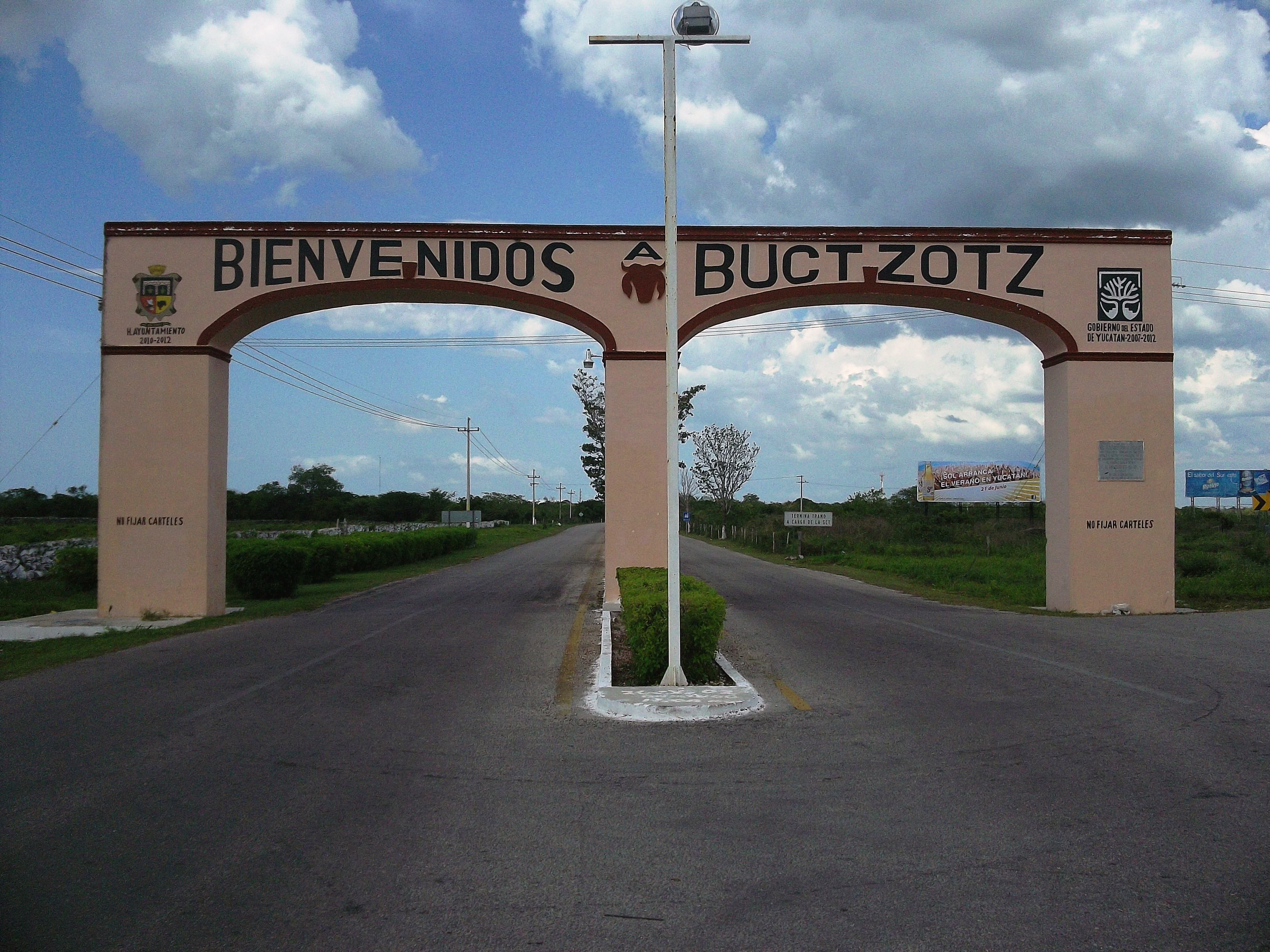
Entrada a Buctzotz.